# Linde (Randers)
Linde is een plaats in de Deense regio Midden-Jutland, gemeente Randers, en telt 222 inwoners (2008).